# Paul Hartnoll
Paul Hartnoll (* 19. Mai 1968 in Dartford, Kent) ist ein britischer Musiker. Bekannt wurde er mit dem Studioprojekt Orbital, das er 1987 zusammen mit seinem Bruder Phil Hartnoll ins Leben gerufen hatte.
Die Band avancierte Anfang der 1990er Jahre vor allem in ihrem Heimatland zu einer der meistbeachteten Bands im Bereich elektronischer Musik. Nach der Produktion von sieben Alben beschlossen beide 2004, die gemeinsame Arbeit ruhen zu lassen.
Noch im selben Jahr begann Hartnoll an der Arbeit für seine Solokarriere. Dabei wandte er sich von seinen früheren Werken ab und setzte erstmals herkömmliche Instrumente in seinen Songs ein. Im Dezember 2006 erschien in limitierter Auflage bei Rough Trade unter dem Titel Patchwork Guilt Hartnolls erste Single. Die zweite Single entstand in Zusammenarbeit mit Robert Smith, dem Sänger der Band The Cure.

## Diskografie
Alben
- 2007: The Ideal Condition

Singles
- 2006: Patchwork Guilt
- 2007: Please (feat. Robert Smith)

| Personendaten    | Personendaten      |
| ---------------- | ------------------ |
| NAME             | Hartnoll, Paul     |
| KURZBESCHREIBUNG | britischer Musiker |
| GEBURTSDATUM     | 19. Mai 1968       |
| GEBURTSORT       | Dartford, Kent     |